# Montcabrer (Maresme)
El Montcabrer és una muntanya de la Serralada Litoral catalana, que s'alça entre les poblacions de Cabrils i Cabrera de Mar, al Maresme. El turó principal de la serra està dominat per una gran creu, originalment de fusta i ara de ferro, documentada ja des del segle xvii. Per això, el cim del Montcabrer també es coneix localment com la Creu, com s'esdevé en altres llocs amb altres muntanyes que també tenen una creu al cim (com ara el Matagalls a Viladrau i el Puig d'Olorda a Sant Feliu de Llobregat).

## Descripció
És, geològicament parlant, un mont illa i hi ha prou indicis per a afirmar que fos el Promontorium Lunarium (Promontori Lunar) esmentat pel geògraf grec Ptolemeu. Les troballes efectuades a la Cova de les Encantades (a pocs metres del cim) fan pensar que estava dedicat i s'hi venerava la deessa mare, la Lluna. El 1932, mossèn Pere Ribot (vicari de Cabrera de Mar) el va batejar com el mamut adormit i, realment, ho sembla vist des d'alguns punts.
Situat a tan sols 2,5 km de la línia de mar, constitueix un excel·lent mirador, tant de la costa com de les serralades properes i el Montseny. És de destacar l'excel·lent vista a l'hivern cap al Castell de Burriac en primer terme i els cims nevats del Montseny al fons.
En la petita esplanada del cim hi ha una creu: la Santa Creu de Cabrils. L'existència d'una creu ja consta el 1565 en un document de propietat que l'esmenta com a llindar. Més endavant, tornem a trobar informació sobre una creu que es va enclavar el juny del 1707, en solemne processó, per apaivagar els aiguats que estaven malmetent les collites. Era de fusta de teca i feia 20 palms. A l'interior hi havia un tub de vidre amb la llicència del vicari general i alguns fragments de les relíquies dels Sants Màrtirs de Vilassar de Dalt. El juliol del 1726, i durant una tempesta estiuenca de tarda, un llamp la va fer miques i va escampar els ossos dels sants.
Seguidament es va plantar una altra creu. Segons R. Coll i J. M. Modolell, la nova creu restà fins al 1872, quan uns brètols la destruïren. La creu següent (pagada pels que van trencar l'anterior) durà fins al 1936, any en què patí el clima anticlerical de l'època. El maig del 1939 es va restituir i el 1983 (ja malmesa per la intempèrie) es va substituir per l'actual.

## Curiositats
La creença popular atorga al Montcabrer un ventall de característiques peculiars com, per exemple, que les roques estan magnetitzades o que s'ha vist sortir fum d'entre les pedres perquè hi ha un volcà a sota. Una llegenda diu que, un dia lleig d'hivern, hi va morir un cabrer procedent dels Pirineus i que vivia a Cabrils. El cabrer era molt conegut i estimat per la seua traça a guarir malalties emprant herbes de muntanya, i d'ací ve el nom de Montcabrer.
Del mateix turó i en direcció sud (cap a mar) baixa una cresta rocallosa. Allà hi ha tres coves on s'han trobat diverses restes arqueològiques. Mirant a mar des de la creu, a la banda esquerra i a prop del cim, hi ha la Cova dels Tres Cercles. A la banda dreta i a mitjana alçària, el Cau de les Formigues. Al centre i a la part baixa de la cresta, la Cova de les Bones Dones. L'accés a totes elles no és fàcil, ja que cal tindre un mínim d'habilitat per a grimpar i, també portar calcer adequat.

## Accés
Si eixim de Cabrils, hem de pujar pel carrer de la Font de Cabrera i seguir-lo amunt fins que s'acaba l'asfalt i comença una pista de terra. Si, en canvi, sortim de Cabrera de Mar, hem de pujar per la pista de la Font Picant, girar a l'esquerra en arribar a la Font Picant de Cabrera i pujar fins al final de l'asfalt de l'altra ruta. A pocs metres d'on s'acaba l'asfalt, entrem al bosc i cerquem un camí ben fressat que surt en direcció SE i ressegueix la carena fins al Montcabrer. Coordenades: x=448717 y=4597147 z=313.